# Флоренс IV (Холандия)
Флоренс IV (на нидерландски: Floris IV van Holland; на немски: Florens (Floris) IV von Holland-Seeland; * 24 юни 1222; † 19 юли 1234) от род Герулфинги, е граф на Графство Холандия и Зеландия (1222 – 1234).

## Произход и управление
Той е син на граф Вилхелм I Холандски (1174 – 1222) и първата му съпруга Аделхайд фон Гелдерн (1187 – 1218), дъщеря на Ото I, граф на Гелдерн и Рихардис Баварска. Брат е на Ото III († 1249), епископ на Утрехт от 1245 г. и на Вилхелм († 1238), регент на Холандия (1234 – 1238).
През 1222 г. той последва баща си под опекунството на чичо му Балдуин от Бентхайм. Той печели Зеландия отново от Фландрия.

## Фамилия
Флоренс IV се жени през 1224 г. за графиня Матилда от Брабант (* ок. 1200; † 22 декември 1267), вдовица на Хайнрих II пфалцграф на Рейн († 1214), дъщеря на херцог Хайнрих от Брабант и на Матилда Булонска. Той е прадядо на Филипа д'Авен, съпругата на крал Едуард III. Те имат децата:
- Вилхелм II Холандски (1228 – 1256), граф на Холандия, римско-немски крал
- Флоренс де Вогт (1228 – 1258), регент на Холандия (1248 – 1258)
- Аделхайд Холандска (1230 – 1284), регентка на Холандия (1258 – 1263), омъжена 1246 г. за Йохан от Авен (1218 – 1257), граф на Хенегау.
- Маргарета Холандска (1234 – 1276), омъжена 1249 г. за Херман I граф на Хенеберг в Кобург (1224 – 1290)
- Матилда